# Lucien Dugas
Pour les articles homonymes, voir Dugas.
Lucien Dugas, né le 31 décembre 1897 à Joliette et mort le 29 octobre 1985 à Montréal, est un avocat et homme politique québécois.

## Biographie
Il est le petit-fils de François Benjamin Godin et le fils de François-Octave Dugas. Il fait ses études au Séminaire de Joliette et à l'Université de Montréal. Il diplôme en philosophie et en droit en 1921 et est admis au barreau du Québec le 9 juillet 1921. Il exerce seul la profession d'avocat de 1921 à 1948, puis avec ses fils.
Il se présente pour la première fois candidat aux Élections québécoises de 1923 dans Joliette. Il est élu en 1927, puis réélu en 1931 et en 1935. Du 24 mars 1936 au 7 octobre 1936, il occupe le poste d'orateur de l'Assemblée législative du Québec.
De 1956 à 1961, il enseigne le droit municipal à la Faculté de droit de l'Université de Montréal. De 1960 à 1967, il est président de la Commission des liqueurs du Québec. Il est nommé juge à la Cour provinciale du district de Joliette le 8 mai 1961. Il prend sa retraite le 31 décembre 1967.

## Distinctions
- 1935 : Médaille du jubilé d'argent du roi George V
- 1961 : Médaille d'argent de la Ville de Paris
- Ordre de l'Empire britannique